# Het Nieuwsblad van het Zuiden

Stamboom van het Brabants Dagblad

Het Nieuwsblad van het Zuiden was een regionaal dagblad dat werd uitgegeven tussen 1917 en 1983 in Tilburg. In 1983 werd de krant voortgezet als Het Nieuwsblad, dagblad voor Midden-Brabant. In 1994 ging ze op in het Brabants Dagblad, editie Tilburg.

## Geschiedenis
De krant werd in 1917 opgericht door textielfabrikant Henri Blomjous als gematigde concurrent van de Nieuwe Tilburgsche Courant van Antoine Arts. Gedurende de eerste twee jaar van haar bestaan verscheen ze met een ochtend- en een avondeditie. 
Tijdens de bezetting werd Het Nieuwsblad van het Zuiden door de Duitsers per 1 oktober 1941 opgeheven; de Nieuwe Tilburgsche Courant echter mocht blijven uitkomen. Vanaf 28 oktober 1944 werd het Nieuwsblad wederom gedrukt en in februari 1945 had het weer een oplage van 25.000. De Nieuwe Tilburgsche Courant kreeg een publicatieverbod tot 1951. In 1964 werd deze opgenomen in Het Nieuwsblad van het Zuiden.
Vanaf 1952 verschenen in het Nieuwsblad voorpublicaties van de nieuwe verhalen van Suske en Wiske. Hierbij werd de Vlaamse taal aangepast in het Nederlands, totdat vanaf 1964 de verhalen ook in Vlaanderen in het ABN verschenen.
In 1983 werd de krant hernoemd in 'Het Nieuwsblad, dagblad voor Midden-Brabant'. 
In 1994 ging de krant op in het Bossche Brabants Dagblad, een van oudsher Noord-Brabantse, provinciale krant. 